# Шреер, Карл Юлий
Карл Юлий Шреер (нем. Karl Julius Schröer; 11 января 1825, Братислава — 16 декабря 1900, Вена) — австро-венгерский филолог и литературовед, сын Тобиаса Готфрида Шреера.

## Биография
В 1843—1846 годах Карл Юлий Шреер изучал лингвистику и литературу в университетах Лейпцига, Галле и Берлина. В 1849 году стал профессором немецкого языка и литературы в Будапештском университете. В 1851 году вернулся в Братиславу и стал преподавателем в гимназии. В 1860 году из-за политической напряжённости в венгерской части империи уехал в Вену. 
В 1861—1866 годах Шреер был директором евангелической школы на Карлсплац, в 1866 году стал профессором немецкой литературы в Венском техническом университете. В 1878 году стал одним из основателей Венского гётевского общества.
Одним из главных направлений работы Шреера как учёного было изучение истории немецкого языка в венгерских землях, а также изучение творчества Гёте. Главные работы: Geschichte der deutschen Litteratur (1853); Gedichte (1856); Deutsche Weihnachtsspiele in Ungarn (1858); Festspiel zur Schillerfeier (1859); Die Dichtungen Heinrichs v. Mogelin, Alpharts Tod in erneuter Gestalt (1874); Die deutsche Dichtung des XIX J. (1875); Goethes Faust (1881); Goethe u. die Liebe (1884); Versuch einer Darstellung deutscher Mundarten (1864); Unterrichtsfragen (1873); Die Deutschen in Oesterreich (1879) и др.